# Villa Soranzo Conestabile
Villa Soranzo Conestabile è una villa veneta situata a Scorzè nella città metropolitana di Venezia. 
 Costruita nel XVII secolo per conto degli eredi di Giovanni Soranzo, giace in un maestoso giardino progettato nel 1836 dall'architetto Giuseppe Jappelli, pur sempre rispettando l'opera sobria di Andrea Zorzi.